# Islams fem pelare

Islams fem pelare på engelska och arabiska.

Islams fem pelare (arabiska: أركان الإسلام, arkān al-Islām), eller plikterna som de också kallas, utgör grunden för islams lära och som måste fullgöras av alla muslimer. Profeten Muhammed kallade dem för pelare som bär upp islam och det finns en hadith som beskriver pelarna.
1. Trosbekännelse - shahada
2. Bönen – salah (salat)
3. Allmosan (skatt till de fattiga) – zakat
4. Fastan (under månaden ramadan) – sawm (siyama)
5. Vallfärden till Mecka – hajj

Det har återberättats från den femte shiaimamen Muhammad al-Baqir i boken Wasail al-Shia, att han har sagt att islam baserats på fem pelare: bönen, den obligatoriska allmosan, vallfärden till Mecka, fastan och lojalitet (till Ahl al-Bayt).